# 初芝橋本中学校・高等学校
初芝橋本中学校・高等学校（はつしばはしもとちゅうがっこう・こうとうがっこう）は、和歌山県橋本市に所在し、中高一貫教育を提供する私立中学校・高等学校。
通称は「初橋(はつはし)」。
バスケットボール部やサッカー部などの活躍が知られている。特にサッカー部は全国レベルである。野球部も近年は実力をつけており、2001年夏（第83回）に初出場を果たした。

## 高等学校の設置学科・コース
- 普通科
  - Premium course（国公立コース）
  - Ritsumeikan course（立命館コース）
  - Advance course（総合進学コース）

## 沿革
- 1991年4月 - 初芝橋本高等学校開校
- 1995年4月 - 初芝橋本中学校開校
- 1995年 - 全国高等学校サッカー選手権大会ベスト4進出
- 2001年 - 夏の甲子園の第83回大会に初出場
- 2006年 - 06総体THE近畿（インターハイ）サッカー競技で準優勝

## その他
- 2001年に野球部が甲子園に出場した際に、「名前が身近に感じる」という理由で千葉ロッテマリーンズの初芝清が同僚の橋本将とともに同校に差し入れをしている。
- 2023年4月21日に理事会で2024年度から中学部の募集停止を発表（高等学校の募集は継続）[1]。

## 出身者

### サッカー
- 金晃正 - 元サッカー選手（セレッソ大阪U-15 監督）
- 吉原宏太 - 元サッカー選手
- 岡山一成 - 元サッカー選手（大分トリニータ コーチ）
- 平島崇 - 元サッカー選手（和歌山南陵高校サッカー部 監督）
- 前田和哉 - 元サッカー選手
- 室拓哉 - 元サッカー選手（サガン鳥栖 GKコーチ）
- 金明輝 - 元サッカー選手
- 酒本憲幸 - 元サッカー選手（セレッソ大阪 アンバサダー）
- 岡根直哉 - サッカー選手（沖縄SV）
- 辻尾真二 - 元サッカー選手（ツエーゲン金沢 クラブアンバサダー兼スポンサー営業担当）
- 初田真也 - 元サッカー選手（レノファ山口FC 事業部）
- 伊藤健史 - 元サッカー選手
- 石川龍太 - 元サッカー選手（セレッソ大阪サッカースクール コーチ）
- 大谷壮馬 - サッカー選手（ムクティジョッダ・サンサドKS（英語版）)
- 奥田裕貴 - サッカー選手（テゲバジャーロ宮崎）
- 坂本修佑 - サッカー選手（FC大阪）
- 木匠貴大 - サッカー選手（FC大阪）
- 川中健太 - サッカー選手（FC神楽しまね)
- 立川小太郎 - サッカー選手（湘南ベルマーレ)
- 末吉塁 - サッカー選手（ジェフユナイテッド市原・千葉）
- 大野貴史 - 元サッカー選手
- 八柄堅一 - 元サッカー選手
- 松下和磨 - 元サッカー選手
- 狩野新 - 元サッカー選手、元フットサル選手（バサジィ大分 コーチ）
- 濱田太郎 - サッカー選手（大分トリニータ）

### 野球
- 橋本大祐 - 元プロ野球選手（阪神タイガース）
- 黒瀬健太 - 元プロ野球選手（福岡ソフトバンクホークス）

### バスケットボール
- 吉田平 - 元プロバスケットボール選手（bjリーグ・琉球ゴールデンキングス）：2000年卒業